# Valdštejnský sloup (Libeň)
Valdštejnský sloup v Libni v Praze se nachází v ulici Na Dlážděnce na soukromém pozemku v rohu zahrady. Je chráněn jako nemovitá kulturní památka České republiky.

## Historie
Ionský sloup pochází z let 1628–1629. Vyznačoval cestu z Pražského hradu na komorní panství v Brandýse. Původní cesta ústila na dřevěný most přes Vltavu, který býval vždy na zimu rozebírán a uskladňován v Královské oboře. Cesta, která ústila na most, měla v těchto místech délku přibližně 1,25 km.

## Popis
Kamenný sloup z hrubozrnného šedého pískovce je vysoký přibližně 5,5 metru včetně soklu. Sokl je hranolový a na jeho třech stranách jsou vytesány erby hraběte Adama z Valdštejna. Patka sloupu je jednoduchá, aticko-jónská. Sloup má oblý hladký dřík s entazí, který je zakončen ionskou hlavicí římského typu. Na ní je osazena kamenná koule.